# 星の子ポロン
『星の子ポロン』（ほしのこポロン）は、時報映画社製作のテレビアニメ。1974年から1975年まで、地方局で放送された。

## 概要
CMなどを除くと正味2分しかないにも関わらず、話は2本立てというミニ番組で、交通ルールなど子供たちが守るべき社会のルールが題材となっている情操教育番組である。主人公ポロン以外の登場人物は擬人化された動物である。アニメーション作品としては作画枚数は非常に少なく、動きが単調かほとんどないシーンや、静止画のシーンもある。
番組の構成は、オープニングではポロンが登場し「僕、星の子ポロンちゃんだよ。皆見てねー！」と自己紹介を行うとタイトルロゴが表示されて本編に入り、エンディングではポロンが「バイバーイ」と言って去って行くというもの。
1990年代までは一部の地方局で再放送が行われていたが、2025年時点では、再放送および映像ソフト化は行われていない。
2016年に入ってから、動画投稿サイト「ニコニコ動画」で流行し、第10回アニメ流行語大賞特別賞（組織の力賞）として本作のサブタイトルの1つである「バイバイバナナ」が選ばれた。2017年5月3日放送の「ニッポンアニメ100」(NHK)で行われた「ベスト・アニメ100」というランキングにおいて総合38位、男性13位という順位を記録した。
本作を製作した時報映画社は既に解散しており、孤児著作物となっている。2017年から著作権情報センター（CRIC）のウェブサイトに権利者捜索広告が掲載されている。

## あらすじ
宇宙の彼方から地球にやって来たポロンは、動物たちを気に入って地球での暮らしを始める。ところが、やんちゃな動物たちのいたずらやマナー違反によって、色々なところで騒動が起こる。ポロンは呆れながらもこっそり不思議な力を発揮し、悪いことをした動物たちを助けたり懲らしめてやるのだった。

## 登場キャラクター

### メインキャラクター
ポロン
声 - 野沢雅子
坊主頭にアンテナの生えた宇宙人の少年。側頭部に、銀色の円盤状の耳が付いている。頭には星が3つ描かれた青色のバンドが巻かれていて、そこから光線を発射することができる。好物はバナナ。
空を飛ぶことができるほか、「透視の眼」という能力で未来に起こることを察知したり、相手の眼を見ることでその人物の過去の行動を見たりできる。また、先述した、バンドから出される光線はほぼ万能で、物体の生成・消滅や変色、縮小、硬直などができる。
基本的には、事件をポロンが解決して、悪いことをした動物を懲らしめ「やってはいけないこと」を教える。しかし、回によっては騒動を収束させるだけで済ませたり、呆れかえってまともな注意をしないこともある。
いつも中立的な立場にいる訳ではなく、危険な状況の動物2匹の片方だけを助けたり、オオカミを問答無用で悪と看做したりすることがしばしばある。
ナレーション
話のあらすじや状況を説明するだけでなく、時にポロンの代わりに動物たちに説教をすることもある。

### サブキャラクター
作中では擬人化され二足歩行をする動物とそうでない動物の2種類が存在し、時に共演することもある。また、稀に無機物が動き出したりすることがある。

#### 擬人化動物
- 判明しているエピソードで登場しているのは哺乳類がほとんど。直立二足歩行をし、衣服を着用する者が多いが幼いキャラクターなど全裸や半裸の者も存在する。
- 殆どのエピソードでは草食・肉食を問わず種の垣根を越えて共生しているが、一部のクマやオオカミには捕食本能が残っている。

#### 非擬人化動物
- 登場機会は少ないが、現実にあるような見た目でありながら言葉を話す者や鳴き声に混ざって片言の言葉を話す者もいる。稀に家畜が存在する事を示唆するエピソードがある[注 8]。
- デフォルメされた見た目のものが多く、種族をはっきり判別できないものも存在する。

#### 非生物
- 現時点で大仏、煙、木馬といった物体が意思を持って行動している。
- どのキャラクターも突如として動き出して、動物達に迷惑をかける。

## スタッフ
- 脚本 - 大貫哲義・村山節子
- キャラクターデザイン - 桑島東輝
- 原画 - 鈴木孝夫
- 動画 - 岩崎純央・町支哲義・坂井文雄・中嶋篤子
- 音楽 - モンパルナス2000
- 撮影 - 服部正行
- アニメーション制作 - 日本動画
- 製作 - 時報映画社

## 主題歌
オープニング曲 - 「BOYS AND GIRLS」
作曲 - ジャン＝ジャック・ペリー
エンディング曲 - 「THE OLD BELL RINGER」
作曲 - ジャン＝ジャック・ペリー
劇中では、ジャン＝ジャック・ペリーや、ヤンコ・ニロヴィックなどが作曲した業務用ライブラリ音源として発売されていた音源が使用されている。なおヤンコ・ニロヴィックはFacebook上で自身の曲が本作に使用されていることについて述べている。

## 各話リスト
判明分のエピソードのみ、判明した順に掲載。
- 信号機が皆、青になっちゃった！の巻
- ブレーキをいたずらしてはいけないよの巻
- 美容コンクールの巻
- ショーウィンドゥ騒動の巻
- 大食いカバのまねをした熊さん虎さんの巻
- 熊さん虎さん道路横断の巻
- エスカレーター騒動の巻
- 食堂は大騒ぎの巻
- 石油を堀り当てたモグラ君の巻
- ブー吉宙づりの巻
- コロ助の水まき失敗の巻
- 強情もほどほどにの巻
- いたずらクマ君の巻
- 笑い茸の巻
- アイスクリームだ走れの巻
- バイバイバナナの巻
- 鯉の滝のぼりの巻
- 水上歩行機の巻
- モン太の道化大失敗の巻
- パンダ君変な自転車の巻
- 虻と虎の子の巻
- 弱い者いじめの巻
- スケート場になった危険な道路の巻
- 弾丸滑降の巻
- チビパンダの大雪ダルマの巻
- しっぽが氷っちゃったの巻
- (サブタイトル不明)
- パンダとキツネの雪合戦の巻
- スピードはほどほどにの巻
- 目隠しで恐いものしらずの巻
- 砂と災難の巻
- 大地震とモグラ君の巻
- 赤だぞ走れ！？の巻
- 信号無視のオオカミ君の巻
- 赤ちゃんパンダの虹渡りの巻
- ファッションショーでございの巻
- ダイナマイトを食べたゴリラ君の巻
- バナナの皮とゴリラ君の巻
- トンカツこわいの巻
- ライトに目がくらむの巻
- 助け合い運動の巻
- 学芸会は楽しいの巻
- 仕事はまじめに！の巻
- しんまい出前の巻
- 螢の光の巻
- かるた取りはきびしいの巻
- 交通事故に気をつけようの巻
- 車は恐しいの巻
- 明日はお天気の巻
- ハイキングの巻
- インチキするなの巻
- ゴーゴーが好きの巻
- 登山をしようの巻
- 竹馬は安全にの巻
- 水まくなの巻
- 僕の車はスポーツカーの巻
- あぶない遊びの巻
- 忘れ物の巻
- スキーは楽しの巻
- 風邪はいやの巻
- 急がば廻れの巻
- バスの中は大混乱の巻
- かさはどこだの巻
- かさはめだつ色にしようの巻
- 安眠妨害の巻
- ゆうれい騒動の巻
- 新しい薬の巻
- 透明人間の巻
- いたずら失敗の巻
- 交通安全教室の巻
- 変なパンができたの巻
- りんご園騒動の巻
- 海底大冒険の巻
- 盆踊りの巻
- 危ないバレー・ボールの巻
- ずるい野球の巻
- 狸のお尻が燃えたの巻
- 油断は禁物の巻
- アトリエの乱入者の巻
- ベランダ注意の巻
- なまけものの豚君の巻
- うそつきうさ君の巻
- 発明狂狼の巻
- 貨物列車は行くの巻
- うるさいラジオの巻
- 発明失敗の巻
- 鏡のイタズラの巻
- 釣り場はテンヤワンヤの巻
- ひとりで車が走り出すの巻
- 消防車はよけて通そうの巻
- 狼ハンターの巻
- 山小屋は大騒ぎの巻
- 寝ぼすけカバ君の巻
- 寝冷えに気をつけての巻
- (サブタイトル不明)
- 落ちた伝書鳩の巻
- (サブタイトル不明)
- ホットケーキの焼き方にもの巻
- ホットケーキはもうたくさんの巻
- 大食い競争の巻
- ボールのお世話の巻
- 水中銃暴発の巻
- いたずらガエルの巻
- いたずらネズミの巻
- モン太自転車乗りの巻
- 竹馬事件の巻
- しゃだんきがおりたらの巻
- 赤いものを探せの巻
- テレビがおかしいの巻
- 石けんサンドイッチの巻
- 山火事は怖しいの巻
- イタズラはもうしませんの巻
- 吊橋ブラブラの巻
- ダイナマイトだ！！の巻
- 免許とりたての巻
- 自転車の練習の巻
- (サブタイトル不明)
- 人さらいの巻
- 標識のいたずらの巻
- 温泉旅行の巻
- ブルドーザーが追ってくるの巻
- 空缶捨てるなの巻
- 目が見えないの巻
- 困った郵便の巻
- 観光旅行の巻
- 狂ったメリー・ゴーランドの巻
- マーケットは大騒ぎの巻
- 道草カバ君の巻
- 兄弟げんかの巻
- やき芋騒動の巻
- 交通整理は大変だの巻
- この先行き止まりの巻
- 部屋はメチャクチャの巻
- 帰らない弟の巻
- 春のお誘いの巻
- ピョン吉がいないの巻
- 船が沈没の巻
- セメントに近ずくなの巻
- 不思議な奇術師の巻
- スカンクきらいの巻
- 伝染病をやっつけろの巻
- うさぎ君風邪ひきの巻
- サンタクロースは大弱りの巻
- 冬山はこわいの巻
- 凧凧上がれの巻
- 地下室ほろうの巻
- 狸の鐘つきの巻
- 煙モックモクの巻
- 迷探偵の巻
- 催眠術は恐しいの巻
- おおさむこさむの巻
- 地震は恐しいの巻
- 狼君きらいの巻
- 紙ヒコーキの巻
- スーパーマンになった豚君の巻
- 宇宙人のヘルメットの巻
- コウモリがさスケートの巻
- 雪よけで大げんかの巻
- うそつきキリン君の巻
- 俺さまの川だの巻
- 魚に釣られたの巻
- 南へ帰ろうの巻
- マフラーに火がついたの巻
- 変なスケートの巻
- バナナと思ったらの巻
- 野菜のお化けの巻
- テレビ料理で大騒ぎの巻
- カバ君は迷惑の巻
- オンボロ車は行くの巻
- サイクリングの巻
- 大掃除の巻
- 貸本大騒動の巻
- 道路工事の巻
- 古いものには乗るべからずの巻

## 放送局
- 北海道 - 北海道文化放送[注 9][4]→テレビ北海道
- 秋田県 - 秋田放送
- 群馬県 - 群馬テレビ
- 関東広域圏 - 東京12チャンネル（現：テレビ東京）[注 10]
- 静岡県 - 静岡放送
- 山梨県 - テレビ山梨
- 新潟県 - 新潟総合テレビ（現：NST新潟総合テレビ）
- 福井県 - 福井放送
- 京都府 - 近畿放送（現：KBS京都）
- 兵庫県 - サンテレビ
- 岡山県 - テレビ岡山（現：岡山放送）
- 島根県・鳥取県 - 山陰中央テレビ
- 愛媛県 - テレビ愛媛
- 長崎県 - 長崎放送
- 沖縄県 - 琉球放送